# Rallycross di Lettonia 2021
Il Rallycross di Lettonia 2021, ufficialmente denominato Ferratum World RX of Riga, è stata l'edizione 2021 del rallycross di Lettonia. La manifestazione si è svolta il 18 e il 19 settembre sul circuito del Biķernieku Kompleksā Sporta Bāze a Riga, capitale della Lettonia, ed era valida come quarta e quinta prova del campionato del mondo rallycross 2021 unicamente nella classe RX1, nonché come quarta gara assoluta del campionato europeo rallycross 2021, la terza per la categoria RX1.
L'evento del World RX si componeva di due gare, entrambe valide per il campionato mondiale. La prima è stata vinta dal pilota finlandese Niclas Grönholm alla guida di una Hyundai i20 della scuderia GRX-Set World RX Team, il quale sopravanzò in finale i fratelli svedesi Timmy Hansen e Kevin, rispettivamente secondo e terzo al traguardo, entrambi su Peugeot 208 del Hansen World RX Team; nella seconda gara il successo andò invece allo svedese Johan Kristofferson su Audi S1 della scuderia KYB EKS JC, davanti a Niclas Grönholm e a Timmy Hansen.
Anche nell'evento dell'Euro RX si gareggiava unicamente nella classe RX1, dove si impose il pilota di casa Jānis Baumanis su Škoda Fabia del team ESMotorsport.

## Risultati

### World RX - Gara 1

#### Classifica finale
| Categoria RX1 | Categoria RX1 | Categoria RX1        | Categoria RX1       | Categoria RX1                   | Categoria RX1  | Categoria RX1  | Categoria RX1 | Categoria RX1 | Categoria RX1 | Categoria RX1 | Categoria RX1 | Categoria RX1 |
| Pos.          | N°            | Pilota               | Auto                | Squadra                         | Qualificazioni | Qualificazioni | Semifinali    | Semifinali    | Semifinali    | Finale        | Finale        | PC            |
| Pos.          | N°            | Pilota               | Auto                | Squadra                         | Pos.           | Punti          | SF1           | SF2           | Punti         | Pos.          | Punti         | PC            |
| ------------- | ------------- | -------------------- | ------------------- | ------------------------------- | -------------- | -------------- | ------------- | ------------- | ------------- | ------------- | ------------- | ------------- |
| 1             | 68            | Niclas Grönholm      | Hyundai i20         | GRX-Set World RX Team           | 2º             | 15             | –             | 1º            | 6             | 1º            | 8             | 29            |
| 2             | 21            | Timmy Hansen         | Peugeot 208         | Hansen World RX Team            | 5º             | 12             | 2º            | –             | 5             | 2º            | 5             | 22            |
| 3             | 9             | Kevin Hansen         | Peugeot 208         | Hansen World RX Team            | 4º             | 13             | –             | 3º            | 4             | 3º            | 4             | 21            |
| 4             | 23            | Krisztián Szabó      | Hyundai i20         | GRX-Set World RX Team           | 7º             | 10             | 3º            | –             | 4             | 4º            | 3             | 17            |
| 5             | 1             | Johan Kristoffersson | Audi S1             | KYB EKS JC                      | 1º             | 16             | 1º            | –             | 6             | 5º            | 2             | 24            |
| 6             | 44            | Timo Scheider        | SEAT Ibiza          | ALL-INKL.COM Münnich Motorsport | 6º             | 11             | –             | 2º            | 5             | 6º            | 1             | 17            |
| 7             | 5             | Mattias Ekström      | SEAT Ibiza          | ALL-INKL.COM Münnich Motorsport | 3º             | 14             | 5º            | –             | 2             | nq            | nq            | 16            |
| 8             | 69            | Kevin Abbring        | Renault Mégane R.S. | Unkorrupted                     | 8º             | 9              | –             | 4º            | 3             | nq            | nq            | 12            |
| 9             | 91            | Enzo Ide             | Audi S1             | KYB EKS JC                      | 9º             | 8              | 6º            | –             | 1             | nq            | nq            | 9             |
| 10            | 18            | Juha Rytkönen        | Ford Fiesta MK6     | Juha Rytkönen                   | 10º            | 7              | –             | 5º            | 2             | nq            | nq            | 9             |
| 11            | 17            | Dan Öberg            | Volkswagen Polo     | Hedströms Motorsport            | 11º            | 6              | 4º            | –             | 3             | nq            | nq            | 9             |

#### Qualificazioni
| Categoria RX1 | Categoria RX1 | Categoria RX1        | Categoria RX1       | Categoria RX1                   | Categoria RX1 | Categoria RX1  | Categoria RX1  | Categoria RX1 | Categoria RX1 | Categoria RX1 |
| Pos.          | N°            | Pilota               | Auto                | Squadra                         | Q1            | Q2             | Q3             | PQ            | Punti         |               |
| ------------- | ------------- | -------------------- | ------------------- | ------------------------------- | ------------- | -------------- | -------------- | ------------- | ------------- | ------------- |
| 1             | 1             | Johan Kristoffersson | Audi S1             | KYB EKS JC                      | 50 (1º)       | 45 (2º)        | 45 (2º)        | 140           | 16            |               |
| 2             | 68            | Niclas Grönholm      | Hyundai i20         | GRX-Set World RX Team           | 42 (3º)       | 39 (5º)        | 50 (1º)        | 131           | 15            |               |
| 3             | 5             | Mattias Ekström      | SEAT Ibiza          | ALL-INKL.COM Münnich Motorsport | 39 (5º)       | 50 (1º)        | 42 (3º)        | 131           | 14            |               |
| 4             | 9             | Kevin Hansen         | Peugeot 208         | Hansen World RX Team            | 40 (4º)       | 45 (2º)        | 38 (6º)        | 123           | 13            |               |
| 5             | 21            | Timmy Hansen         | Peugeot 208         | Hansen World RX Team            | 40 (4º)       | 42 (3º)        | 40 (4º)        | 122           | 12            |               |
| 6             | 44            | Timo Scheider        | SEAT Ibiza          | ALL-INKL.COM Münnich Motorsport | 38 (6º)       | 35 (9º)        | 37 (7º)        | 110           | 11            |               |
| 7             | 23            | Krisztián Szabó      | Hyundai i20         | GRX-Set World RX Team           | 37 (7º)       | 36 (8º)        | 36 (8º)        | 109           | 10            |               |
| 8             | 69            | Kevin Abbring        | Renault Mégane R.S. | Unkorrupted                     | 36 (8º)       | 32 (11º - DNF) | 39 (5º)        | 107           | 9             |               |
| 9             | 91            | Enzo Ide             | Audi S1             | KYB EKS JC                      | 34 (10º)      | 38 (6º)        | 35 (9º)        | 107           | 8             |               |
| 10            | 18            | Juha Rytkönen        | Ford Fiesta MK6     | Juha Rytkönen                   | 35 (9º)       | 37 (7º)        | 32 (11º - DNF) | 104           | 7             |               |
| 11            | 17            | Dan Öberg            | Volkswagen Polo     | Hedströms Motorsport            | 33 (11º)      | 34 (10º)       | 34 (10º)       | 101           | 6             |               |

Legenda:
|  | Qualificato per le semifinali |

#### Semifinali
| Categoria RX1 - Semifinale 1 | Categoria RX1 - Semifinale 1 | Categoria RX1 - Semifinale 1 | Categoria RX1 - Semifinale 1 | Categoria RX1 - Semifinale 1    | Categoria RX1 - Semifinale 1 | Categoria RX1 - Semifinale 1 | Categoria RX1 - Semifinale 1 | Categoria RX1 - Semifinale 1 | Categoria RX1 - Semifinale 1 |
| Pos.                         | N°                           | Pilota                       | Auto                         | Squadra                         | Giri/Joker                   | Tempo                        | Distacco                     | Punti                        |                              |
| ---------------------------- | ---------------------------- | ---------------------------- | ---------------------------- | ------------------------------- | ---------------------------- | ---------------------------- | ---------------------------- | ---------------------------- | ---------------------------- |
| 1                            | 1                            | Johan Kristoffersson         | Audi S1                      | KYB EKS JC                      | 6/1                          | 5'00"535                     | –                            | 6                            |                              |
| 2                            | 21                           | Timmy Hansen                 | Peugeot 208                  | Hansen World RX Team            | 6/1                          | 5'01"414                     | +0"879                       | 5                            |                              |
| 3                            | 23                           | Krisztián Szabó              | Hyundai i20 WRX              | GRX-Set World RX Team           | 6/1                          | 5'05"181                     | +4"646                       | 4                            |                              |
| 4                            | 17                           | Dan Öberg                    | Volkswagen Polo              | Hedströms Motorsport            | 6/1                          | 5'38"980                     | +38"445                      | 3                            |                              |
| 5                            | 5                            | Mattias Ekström              | SEAT Ibiza                   | ALL-INKL.COM Münnich Motorsport | 3/1                          | 2'54"189                     | +1 giro                      | 2                            |                              |
| 6                            | 91                           | Enzo Ide                     | Audi S1                      | KYB EKS JC                      | 0/0                          | 0'05"226                     | +6 giri                      | 1                            |                              |
|                              |                              |                              |                              |                                 |                              |                              |                              |                              |                              |
| Categoria RX1 - Semifinale 2 |                              |                              |                              |                                 |                              |                              |                              |                              |                              |
| Pos.                         | N°                           | Pilota                       | Auto                         | Squadra                         | Giri/Joker                   | Tempo                        | Distacco                     | Punti                        |                              |
| 1                            | 68                           | Niclas Grönholm              | Hyundai i20                  | GRX-Set World RX Team           | 6/1                          | 4'59"330                     | –                            | 6                            |                              |
| 2                            | 44                           | Timo Scheider                | SEAT Ibiza                   | ALL-INKL.COM Münnich Motorsport | 6/1                          | 5'00"820                     | +1"490                       | 5                            |                              |
| 3                            | 9                            | Kevin Hansen                 | Peugeot 208                  | Hansen World RX Team            | 6/1                          | 5'05"514                     | +6"184                       | 4                            |                              |
| 4                            | 69                           | Kevin Abbring                | Renault Mégane R.S.          | Unkorrupted                     | 6/1                          | 5'06"379                     | +7"049                       | 3                            |                              |
| 5                            | 18                           | Juha Rytkönen                | Ford Fiesta MK6              | Juha Rytkönen                   | 6/1                          | 5'11"938                     | +12"608                      | 2                            |                              |

Legenda:
|  | Qualificato per la finale |

#### Finale
| Categoria RX1 | Categoria RX1 | Categoria RX1        | Categoria RX1 | Categoria RX1                   | Categoria RX1 | Categoria RX1 | Categoria RX1 | Categoria RX1 |
| Pos.          | Nº            | Pilota               | Auto          | Squadra                         | Giri/Joker    | Tempo         | Distacco      | Punti         |
| ------------- | ------------- | -------------------- | ------------- | ------------------------------- | ------------- | ------------- | ------------- | ------------- |
| 1             | 68            | Niclas Grönholm      | Hyundai i20   | GRX-Set World RX Team           | 6/1           | 4'59"350      | –             | 8             |
| 2             | 21            | Timmy Hansen         | Peugeot 208   | Hansen World RX Team            | 6/1           | 5'03"991      | +4"641        | 5             |
| 3             | 9             | Kevin Hansen         | Peugeot 208   | Hansen World RX Team            | 6/1           | 5'05"384      | +6"034        | 4             |
| 4             | 23            | Krisztián Szabó      | Hyundai i20   | GRX-Set World RX Team           | 6/1           | 5'06"559      | +7"209        | 3             |
| 5             | 1             | Johan Kristoffersson | Audi S1       | KYB EKS JC                      | 5/1           | 6'21"064      | +1 giro       | 2             |
| 6             | 44            | Timo Scheider        | SEAT Ibiza    | ALL-INKL.COM Münnich Motorsport | 1/1           | 1'54"693      | +5 giri       | 1             |

- Miglior tempo di reazione: 0"427 ( Timo Scheider);
- Giro più veloce: 48"125 ( Timmy Hansen);
- Miglior giro Joker: 51"597 ( Niclas Grönholm);
- Miglior giro-zero[n 1]: 4"754 ( Johan Kristoffersson).

### World RX - Gara 2

#### Classifica finale
| Categoria RX1 | Categoria RX1 | Categoria RX1        | Categoria RX1       | Categoria RX1                   | Categoria RX1  | Categoria RX1  | Categoria RX1 | Categoria RX1 | Categoria RX1 | Categoria RX1 | Categoria RX1 | Categoria RX1 |
| Pos.          | N°            | Pilota               | Auto                | Squadra                         | Qualificazioni | Qualificazioni | Semifinali    | Semifinali    | Semifinali    | Finale        | Finale        | PC            |
| Pos.          | N°            | Pilota               | Auto                | Squadra                         | Pos.           | Punti          | SF1           | SF2           | Punti         | Pos.          | Punti         | PC            |
| ------------- | ------------- | -------------------- | ------------------- | ------------------------------- | -------------- | -------------- | ------------- | ------------- | ------------- | ------------- | ------------- | ------------- |
| 1             | 1             | Johan Kristoffersson | Audi S1             | KYB EKS JC                      | 2º             | 15             | –             | 1º            | 6             | 1º            | 8             | 29            |
| 2             | 68            | Niclas Grönholm      | Hyundai i20         | GRX-Set World RX Team           | 1º             | 16             | 1º            | –             | 6             | 2º            | 5             | 27            |
| 3             | 21            | Timmy Hansen         | Peugeot 208         | Hansen World RX Team            | 3º             | 14             | 2º            | –             | 5             | 3º            | 4             | 23            |
| 4             | 5             | Mattias Ekström      | SEAT Ibiza          | ALL-INKL.COM Münnich Motorsport | 4º             | 13             | –             | 2º            | 5             | 4º            | 3             | 21            |
| 5             | 9             | Kevin Hansen         | Peugeot 208         | Hansen World RX Team            | 6º             | 11             | –             | 3º            | 4             | 5º            | 2             | 17            |
| 6             | 23            | Krisztián Szabó      | Hyundai i20         | GRX-Set World RX Team           | 8º             | 9              | –             | 4º            | 3             | 6º            | 1             | 13            |
| 7             | 44            | Timo Scheider        | SEAT Ibiza          | ALL-INKL.COM Münnich Motorsport | 5º             | 12             | 3º            | –             | 4             | nq            | nq            | 16            |
| 8             | 69            | Kevin Abbring        | Renault Mégane R.S. | Unkorrupted                     | 7º             | 10             | 5º            | –             | 2             | nq            | nq            | 12            |
| 9             | 91            | Enzo Ide             | Audi S1             | KYB EKS JC                      | 9º             | 8              | 4º            | –             | 3             | nq            | nq            | 11            |
| 10            | 18            | Juha Rytkönen        | Ford Fiesta MK6     | Juha Rytkönen                   | 10º            | 7              | –             | 5º            | 2             | nq            | nq            | 9             |
| 11            | 17            | Dan Öberg            | Volkswagen Polo     | Hedströms Motorsport            | 11º            | 6              | 6º            | –             | 1             | nq            | nq            | 7             |

#### Qualificazioni
| Categoria RX1 | Categoria RX1 | Categoria RX1        | Categoria RX1       | Categoria RX1                   | Categoria RX1 | Categoria RX1 | Categoria RX1  | Categoria RX1 | Categoria RX1 | Categoria RX1 |
| Pos.          | N°            | Pilota               | Auto                | Squadra                         | Q1            | Q2            | Q3             | PQ            | Punti         |               |
| ------------- | ------------- | -------------------- | ------------------- | ------------------------------- | ------------- | ------------- | -------------- | ------------- | ------------- | ------------- |
| 1             | 68            | Niclas Grönholm      | Hyundai i20         | GRX-Set World RX Team           | 38 (6º)       | 50 (1º)       | 50 (1º)        | 138           | 16            |               |
| 2             | 1             | Johan Kristoffersson | Audi S1             | KYB EKS JC                      | 45 (2º)       | 45 (2º)       | 40 (4º)        | 130           | 15            |               |
| 3             | 21            | Timmy Hansen         | Peugeot 208         | Hansen World RX Team            | 40 (4º)       | 40 (4º)       | 45 (2º)        | 125           | 14            |               |
| 4             | 5             | Mattias Ekström      | SEAT Ibiza          | ALL-INKL.COM Münnich Motorsport | 50 (1º)       | 42 (3º)       | 32 (10º - DNF) | 124           | 13            |               |
| 5             | 44            | Timo Scheider        | SEAT Ibiza          | ALL-INKL.COM Münnich Motorsport | 42 (3º)       | 38 (6º)       | 42 (3º)        | 122           | 12            |               |
| 6             | 9             | Kevin Hansen         | Peugeot 208         | Hansen World RX Team            | 35 (9º)       | 39 (5º)       | 39 (5º)        | 113           | 11            |               |
| 7             | 69            | Kevin Abbring        | Renault Mégane R.S. | Unkorrupted                     | 39 (5º)       | 36 (8º)       | 35 (9º)        | 110           | 10            |               |
| 8             | 23            | Krisztián Szabó      | Hyundai i20         | GRX-Set World RX Team           | 32 (11º)      | 37 (7º)       | 38 (6º)        | 108           | 9             |               |
| 9             | 91            | Enzo Ide             | Audi S1             | KYB EKS JC                      | 36 (8º)       | 35 (9º)       | 37 (7º)        | 108           | 8             |               |
| 10            | 18            | Juha Rytkönen        | Ford Fiesta MK6     | Juha Rytkönen                   | 37 (7º)       | 34 (10º)      | 36 (8º)        | 107           | 7             |               |
| 11            | 17            | Dan Öberg            | Volkswagen Polo     | Hedströms Motorsport            | 34 (10º)      | 33 (11º)      | 0 (11º - DNS)  | 67            | 6             |               |

Legenda:
|  | Qualificato per le semifinali |

#### Semifinali
| Categoria RX1 - Semifinale 1 | Categoria RX1 - Semifinale 1 | Categoria RX1 - Semifinale 1 | Categoria RX1 - Semifinale 1 | Categoria RX1 - Semifinale 1    | Categoria RX1 - Semifinale 1 | Categoria RX1 - Semifinale 1 | Categoria RX1 - Semifinale 1 | Categoria RX1 - Semifinale 1 | Categoria RX1 - Semifinale 1 |
| Pos.                         | N°                           | Pilota                       | Auto                         | Squadra                         | Giri/Joker                   | Tempo                        | Distacco                     | Punti                        |                              |
| ---------------------------- | ---------------------------- | ---------------------------- | ---------------------------- | ------------------------------- | ---------------------------- | ---------------------------- | ---------------------------- | ---------------------------- | ---------------------------- |
| 1                            | 68                           | Niclas Grönholm              | Hyundai i20                  | GRX-Set World RX Team           | 6/1                          | 4'59"844                     | –                            | 6                            |                              |
| 2                            | 21                           | Timmy Hansen                 | Peugeot 208                  | Hansen World RX Team            | 6/1                          | 5'01"272                     | +1"428                       | 5                            |                              |
| 3                            | 44                           | Timo Scheider                | SEAT Ibiza                   | ALL-INKL.COM Münnich Motorsport | 6/1                          | 5'01"600                     | +1"756                       | 4                            |                              |
| 4                            | 91                           | Enzo Ide                     | Audi S1                      | KYB EKS JC                      | 6/1                          | 5'06"182                     | +6"338                       | 3                            |                              |
| 5                            | 69                           | Kevin Abbring                | Renault Mégane R.S.          | Unkorrupted                     | 6/1                          | 5'06"197                     | +6"353                       | 2                            |                              |
| 6                            | 17                           | Dan Öberg                    | Volkswagen Polo              | Hedströms Motorsport            | 6/1                          | 5'20"987                     | +21"143                      | 1                            |                              |
|                              |                              |                              |                              |                                 |                              |                              |                              |                              |                              |
| Categoria RX1 - Semifinale 2 |                              |                              |                              |                                 |                              |                              |                              |                              |                              |
| Pos.                         | N°                           | Pilota                       | Auto                         | Squadra                         | Giri/Joker                   | Tempo                        | Distacco                     | Punti                        |                              |
| 1                            | 1                            | Johan Kristoffersson         | Audi S1                      | KYB EKS JC                      | 6/1                          | 4'59"282                     | –                            | 6                            |                              |
| 2                            | 5                            | Mattias Ekström              | SEAT Ibiza                   | ALL-INKL.COM Münnich Motorsport | 6/1                          | 4'59"756                     | +0"474                       | 5                            |                              |
| 3                            | 9                            | Kevin Hansen                 | Peugeot 208                  | Hansen World RX Team            | 6/1                          | 5'03"439                     | +4"157                       | 4                            |                              |
| 4                            | 23                           | Krisztián Szabó              | Hyundai i20 WRX              | GRX-Set World RX Team           | 6/1                          | 5'06"126                     | +6"844                       | 3                            |                              |
| 5                            | 18                           | Juha Rytkönen                | Ford Fiesta MK6              | Juha Rytkönen                   | 6/1                          | 5'06"792                     | +7"510                       | 2                            |                              |

Legenda:
|  | Qualificato per la finale |

#### Finale
| Categoria RX1 | Categoria RX1 | Categoria RX1        | Categoria RX1 | Categoria RX1                   | Categoria RX1 | Categoria RX1 | Categoria RX1 | Categoria RX1 |
| Pos.          | Nº            | Pilota               | Auto          | Squadra                         | Giri/Joker    | Tempo         | Distacco      | Punti         |
| ------------- | ------------- | -------------------- | ------------- | ------------------------------- | ------------- | ------------- | ------------- | ------------- |
| 1             | 1             | Johan Kristoffersson | Audi S1       | KYB EKS JC                      | 6/1           | 4'59"316      | –             | 8             |
| 2             | 68            | Niclas Grönholm      | Hyundai i20   | GRX-Set World RX Team           | 6/1           | 5'00"236      | +0"920        | 5             |
| 3             | 21            | Timmy Hansen         | Peugeot 208   | Hansen World RX Team            | 6/1           | 5'01"465      | +2"149        | 4             |
| 4             | 5             | Mattias Ekström      | SEAT Ibiza    | ALL-INKL.COM Münnich Motorsport | 6/1           | 5'01"590      | +2"274        | 3             |
| 5             | 9             | Kevin Hansen         | Peugeot 208   | Hansen World RX Team            | 6/1           | 5'04"841      | +5"525        | 2             |
| 6             | 23            | Krisztián Szabó      | Hyundai i20   | GRX-Set World RX Team           | 6/1           | 5'07"477      | +8"161        | 1             |

- Miglior tempo di reazione: 0"414 ( Kevin Hansen);
- Giro più veloce: 48"210 ( Johan Kristoffersson);
- Miglior giro Joker: 51"481 ( Mattias Ekström);
- Miglior giro-zero[n 1]: 4"728 ( Johan Kristoffersson).

## Risultati Euro RX

### Classifiche finali
| Categoria RX1 | Categoria RX1 | Categoria RX1      | Categoria RX1     | Categoria RX1                   | Categoria RX1  | Categoria RX1  | Categoria RX1 | Categoria RX1 | Categoria RX1 | Categoria RX1 | Categoria RX1 | Categoria RX1 |
| Pos.          | N°            | Pilota             | Auto              | Squadra                         | Qualificazioni | Qualificazioni | Semifinali    | Semifinali    | Semifinali    | Finale        | Finale        | PC            |
| Pos.          | N°            | Pilota             | Auto              | Squadra                         | Pos.           | Punti          | SF1           | SF2           | Punti         | Pos.          | Punti         | PC            |
| ------------- | ------------- | ------------------ | ----------------- | ------------------------------- | -------------- | -------------- | ------------- | ------------- | ------------- | ------------- | ------------- | ------------- |
| 1             | 6             | Jānis Baumanis     | Škoda Fabia       | ESMotorsport                    | 1º             | 16             | 1º            | –             | 6             | 1º            | 8             | 30            |
| 2             | 20            | Fabien Pailler     | Peugeot 208       | Fabien Pailler                  | 2º             | 15             | –             | 1º            | 6             | 2º            | 5             | 26            |
| 3             | 8             | Peter Hedström     | Hyundai i20       | Hedström Motorsport             | 5º             | 12             | 2º            | –             | 5             | 3º            | 4             | 21            |
| 4             | 23            | Andréa Dubourg     | Peugeot 208       | Andréa Dubourg                  | 9º             | 8              | 3º            | –             | 4             | 4º            | 3             | 15            |
| 5             | 24            | Sivert Svardal     | Volkswagen Polo R | Sivert Svardal                  | 6º             | 11             | –             | 2º            | 5             | 5º            | 2             | 18            |
| 6             | 20            | CSUCSU             | Renault Clio      | CSUCSU                          | 10º            | 7              | –             | 3º            | 4             | 6º            | 1             | 12            |
| 7             | 13            | Andreas Bakkerud   | Škoda Fabia       | ESMotorsport                    | 3º             | 14             | 4º            | –             | 3             | nq            | nq            | 17            |
| 8             | 16            | Thomas Bryntesson  | Volkswagen Polo   | Thomas Bryntesson               | 4º             | 13             | –             | 4º            | 3             | nq            | nq            | 16            |
| 9             | 12            | Anders Michalak    | Volkswagen Polo   | Hedströms Motorsport            | 7º             | 10             | 5º            | –             | 2             | nq            | nq            | 12            |
| 10            | 18            | Jonathan Pailler   | Peugeot 208       | Jonathan Pailler                | 8º             | 9              | –             | 6º            | 1             | nq            | nq            | 10            |
| 11            | 85            | Hans-Jøran Østreng | Hyundai i20       | Hans-Jøran Østreng              | 11º            | 6              | 6º            | –             | 1             | nq            | nq            | 7             |
| 12            | 50            | Attila Mózer       | Ford Fiesta       | Nyírad Motorsport KFT           | 12º            | 5              | –             | 5º            | 2             | nq            | nq            | 7             |
| 13            | 73            | Tamás Kárai        | Audi S1           | Kárai Motorsport Sportegyesület | 13º            | 4              | nq            | nq            | nq            | nq            | nq            | 4             |
| 14            | 11            | Aleš Fučik         | Volkswagen Polo R | KRTZ Motorsport ACCR Czech Team | 14º            | 3              | nq            | nq            | nq            | nq            | nq            | 3             |
| 15            | 80            | Edijs Ošs          | Škoda Fabia       | Edijs Ošs                       | 15º            | 2              | nq            | nq            | nq            | nq            | nq            | 2             |
| 16            | 55            | Paulius Pleskovas  | Ford Fiesta MK6   | TSK Baltijos Sportas            | 16º            | 1              | nq            | nq            | nq            | nq            | nq            | 1             |
| 17            | 38            | Mandie August      | SEAT Ibiza        | ALL-INKL.COM Münnich Motorsport | 17ª            | 0              | nq            | nq            | nq            | nq            | nq            | 0             |
| 18            | 44            | Dariusz Topolewski | Ford Fiesta MK6   | Oponeo                          | 18º            | 0              | nq            | nq            | nq            | nq            | nq            | 0             |
| 19            | 88            | Marcin Gagacki     | Ford Fiesta MK6   | Oponeo                          | 19º            | 0              | nq            | nq            | nq            | nq            | nq            | 0             |

### Finale
| Categoria RX1 | Categoria RX1 | Categoria RX1  | Categoria RX1     | Categoria RX1       | Categoria RX1 | Categoria RX1 | Categoria RX1 | Categoria RX1 |
| Pos.          | Nº            | Pilota         | Auto              | Squadra             | Giri/Joker    | Tempo         | Distacco      | Punti         |
| ------------- | ------------- | -------------- | ----------------- | ------------------- | ------------- | ------------- | ------------- | ------------- |
| 1             | 6             | Jānis Baumanis | Škoda Fabia       | ESMotorsport        | 6/1           | 5'09"044      | –             | 8             |
| 2             | 20            | Fabien Pailler | Peugeot 208       | Fabien Pailler      | 6/1           | 5'09"648      | +0"604        | 5             |
| 3             | 73            | Peter Hedström | Hyundai i20       | Hedström Motorsport | 6/1           | 5'13"071      | +4"027        | 4             |
| 4             | 23            | Andréa Dubourg | Peugeot 208       | Andréa Dubourg      | 6/1           | 5'13"311      | +4"267        | 3             |
| 5             | 6             | Sivert Svardal | Volkswagen Polo R | Sivert Svardal      | 6/1           | 5'13"776      | +4"732        | 2             |
| 6             | 20            | CSUCSU         | Renault Clio      | CSUCSU              | 6/1           | 5'16"587      | +7"543        | 1             |

- Miglior tempo di reazione: 0"464 ( Jānis Baumanis);
- Giro più veloce: 49"631 ( Jānis Baumanis);
- Miglior giro Joker: 52"913 ( Peter Hedström);
- Miglior giro-zero[n 1]: 4"916 ( Jānis Baumanis).

## Classifiche di campionato
World RX - RX1 piloti
| Pos. | Pos. | Pilota               | Punti |
| ---- | ---- | -------------------- | ----- |
| 1    |      | Timmy Hansen         | 130   |
| 2    |      | Kevin Hansen         | 113   |
| 3    | 1    | Johan Kristoffersson | 110   |
| 4    | 2    | Niclas Grönholm      | 107   |
| 5    | 2    | Krisztián Szabó      | 88    |
| 6    | 1    | Kevin Abbring        | 79    |
| 7    | 1    | Timo Scheider        | 64    |
| 8    | 1    | Enzo Ide             | 57    |
| 9    |      | Juha Rytkönen        | 43    |
| 10   | N    | Mattias Ekström      | 37    |
| 11   | 1    | René Münnich         | 16    |
| 12   | 1    | Attila Mózer         | 13    |
| 13   | 1    | Peter Hedström       | 11    |
| 14   | 1    | Oliver O'Donovan     | 10    |
| 15   | 1    | Hervé Knapick        | 9     |
| 16   | 1    | Támas Kárai          | 9     |
| 17   | 1    | Oliver Bennett       | 8     |
| 18   | 1    | Dan Öberg            | 7     |
| 19   | 2    | Mandie August        | 4     |
| 20   | 2    | Patrick Guillerme    | 2     |

World RX - RX1 squadre
| Pos. | Pos. | Pilota                | Punti |
| ---- | ---- | --------------------- | ----- |
| 1    |      | Hansen World RX Team  | 243   |
| 2    |      | GRX-SET World RX Team | 195   |
| 3    |      | KYB EKS JC            | 167   |

Euro RX - RX1 piloti
| Pos. | Pos. | Pilota                | Punti |
| ---- | ---- | --------------------- | ----- |
| 1    | 3    | Fabien Pailler        | 62    |
| 2    | 1    | Andreas Bakkerud      | 60    |
| 3    |      | Andréa Dubourg        | 54    |
| 4    | 5    | Jānis Baumanis        | 48    |
| 5    | 2    | Thomas Bryntesson     | 46    |
| 6    | 4    | René Münnich          | 41    |
| 7    | 1    | Jonathan Pailler      | 37    |
| 8    | 3    | Jean-Baptiste Dubourg | 35    |
| 9    | 3    | Tamás Kárai           | 35    |
| 10   | 3    | CSUCSU                | 22    |
| 11   | N    | Peter Hedström        | 21    |
| 12   | 3    | Anders Michalak       | 20    |
| 13   | 9    | Sivert Svardal        | 18    |
| 14   | 4    | Romuald Delaunay      | 15    |
| 15   | 4    | Anton Marklund        | 15    |
| 16   | 1    | Hans-Jøran Østreng    | 14    |
| 17   | 5    | Mandie August         | 11    |
| 18   | 1    | Attila Mózer          | 10    |
| 19   | 5    | David Nordgaard       | 9     |
| 20   | 4    | Stéphane De Ganay     | 7     |
| 21   | 3    | Emmanuel Anne         | 7     |
| 22   | 1    | Aleš Fučik            | 4     |
| 23   | N    | Edijs Ošs             | 2     |
| 24   | 4    | Laurent Bouliou       | 2     |
| 25   |      | Paulius Pleskovas     | 0     |
| 26   | 2    | Dariusz Topolewski    | 0     |
| 27   | 4    | David Meslier         | 0     |
| 28   | 2    | Patrick Guillerme     | 0     |
| 29   | 2    | Benoît Fretin         | 0     |
| 30   | 2    | Per Eklund            | 0     |
| 31   | 2    | Anthony Pelfrene      | 0     |
| 32   | 2    | Pascal Lambec         | 0     |
| 33   | 2    | Marcin Gagacki        | -3    |